# Merophysia oblonga
Merophysia oblonga là một loài bọ cánh cứng trong họ Endomychidae. Loài này được Kiesenwetter miêu tả khoa học năm 1872.